# Slacker Uprising
Slacker Uprising – film dokumentalny z podróży Michaela Moore’a mającej zachęcić do udziału w wyborach. Film został nakręcony podczas kampanii wyborczej w 2004 roku w Stanach Zjednoczonych.